# Lukáš Hejda
Lukáš Hejda (Bílovec, 9 marzo 1990) è un calciatore ceco, difensore del Viktoria Plzeň.

## Carriera

### Nazionale
Il 3 giugno 2014 esordisce con la nazionale ceca nell'amichevole Repubblica Ceca-Austria (1-2).

## Palmarès

### Club

#### Competizioni nazionali
- Campionato ceco: 5

Sparta Praga: 2009-2010
Viktoria Plzen: 2012-2013, 2014-2015, 2015-2016, 2017-2018
- Supercoppa della Repubblica Ceca: 3

Sparta Praga: 2010
Viktoria Plzen: 2011, 2015